# Mosteiro Nossa Senhora Medianeira
Die Kartause Mosteiro Nossa Senhora Medianeira ist ein Kloster des kontemplativen Kartäuserordens in Ivorá im Bundesstaat Rio Grande do Sul in Brasilien.

## Geschichte
Die Kartause wurde im Jahr 1984 als erstes Kloster der Kartäuser in Lateinamerika eingerichtet.
Das Kloster wurde auf Initiative des Bischofs von Santa Maria, José Ivo Lorscheiter, dem damaligen Präsidenten der brasilianischen Bischofskonferenz, und auf Beschluss des Generalkapitels von 1983 in Ivorá gegründet. Die ersten Mönche ließen sich dort am 21. November 1984 nieder. Der Bau der Klosteranlage begann am 1. Februar 1986. Das Ende der Bauarbeiten wurde am 20. August 2000 gefeiert.
Nossa Senhora Medianeira ist seit der Aufhebung der Kartause Santa María de Scala Coeli im Jahr 2011, das einzige Kartäuserkloster im portugiesischen Sprachraum.

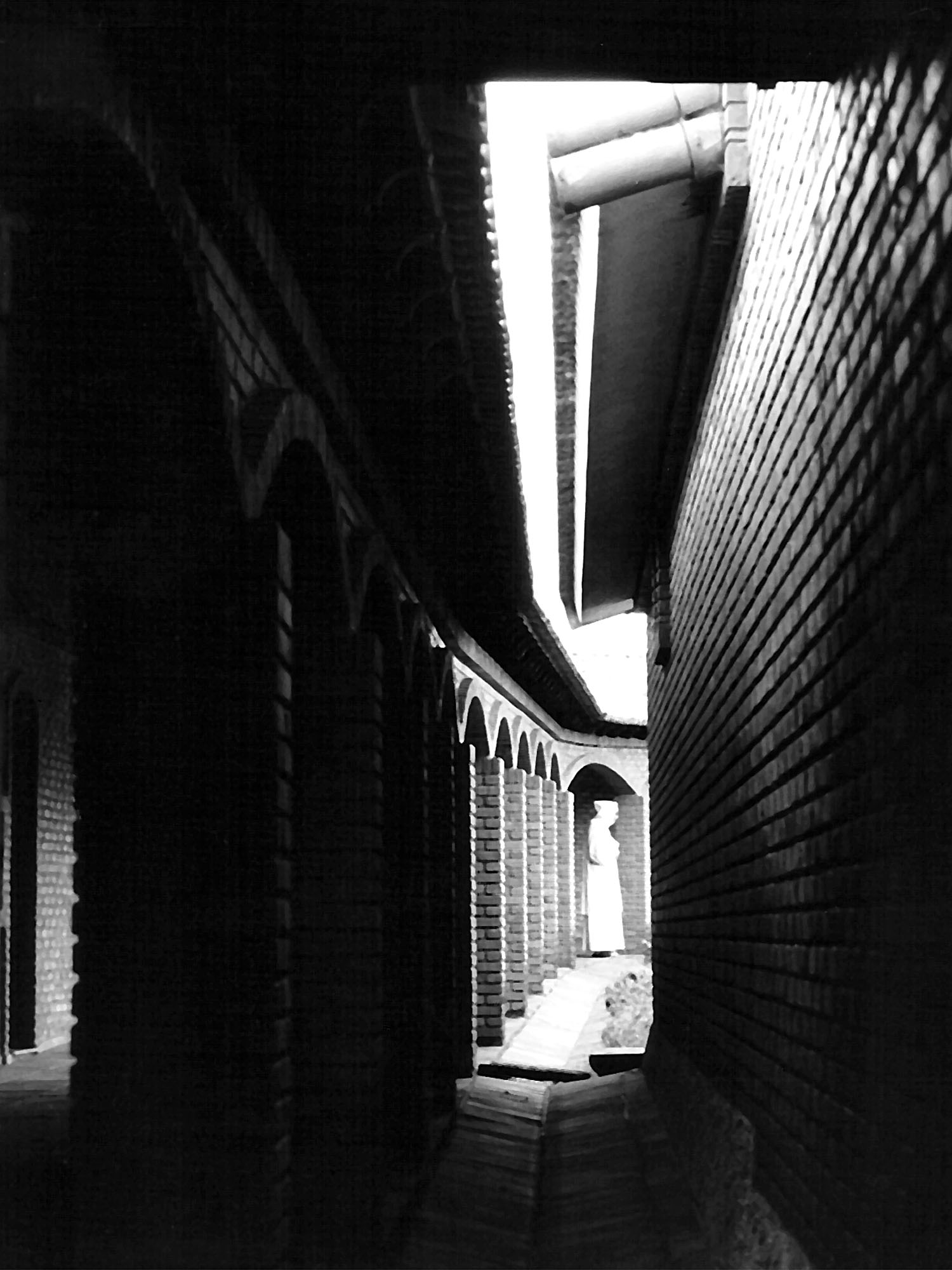
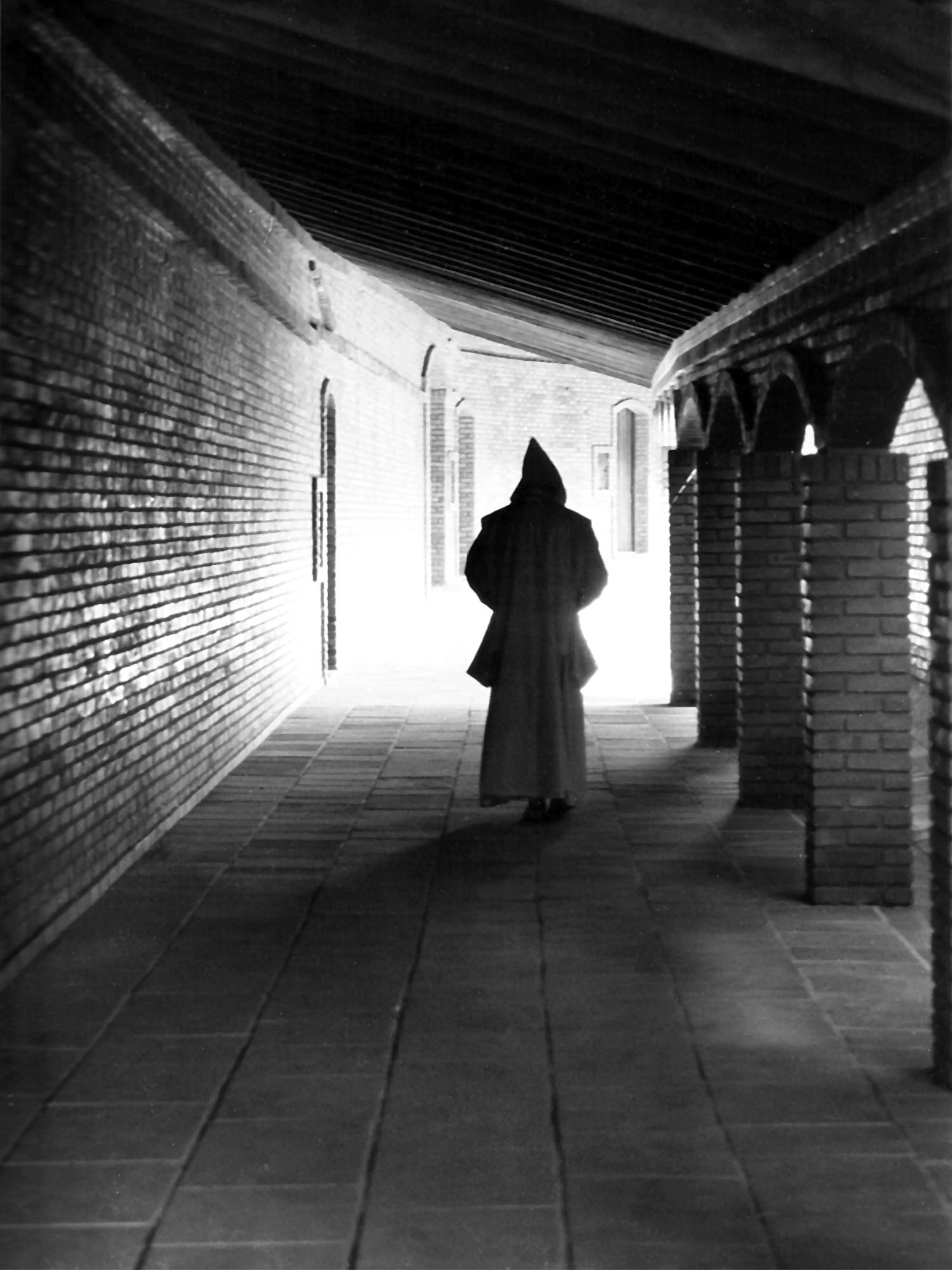